# Ordine del Dragone Nero
L'Ordine del Dragone Nero era un ordine cavalleresco dell'Impero cinese.

## Storia
L'Ordine del Trono imperiale venne creato il 20 marzo 1911 dal principe reggente Chun in nome del figlio, l'Imperatore Pu Yi, all'epoca minorenne.
Esso venne creato per ricompensare tutti gli ufficiali civili e militari distintisi per aver onorato il proprio servizio. Assieme agli altri ordini aventi per tema il sacro simbolo del dragone, questa onorificenza costituì una delle ultime onorificenze create dalla Cina imperiale.

## Gradi
L'Ordine disponeva di otto gradi di benemerenza:
- I classe: limitato ai principi di sangue di IV e V rango, e soprattutto conferito a ufficiali civili e militari di II rango per favori speciali
- II classe: ufficiali di II e III rango per meriti speciali
- III classe: ufficiali di III rango e IV rango per servizio preminente
- IV classe: ufficiali di IV rango e V rango per servizio preminente
- V classe: ufficiali di V rango e VI rango per servizio preminente
- VI classe: ufficiali di VI rango e VII rango per servizio preminente
- VII classe: ufficiali di VII rango e VIII rango per servizio preminente
- VIII classe: ufficiali di VIII rango o inferiori per aver svolto un operato lodevole nel campo dell'educazione, nello sviluppo dell'industria o per altri meriti minori